# Quartiers espagnols

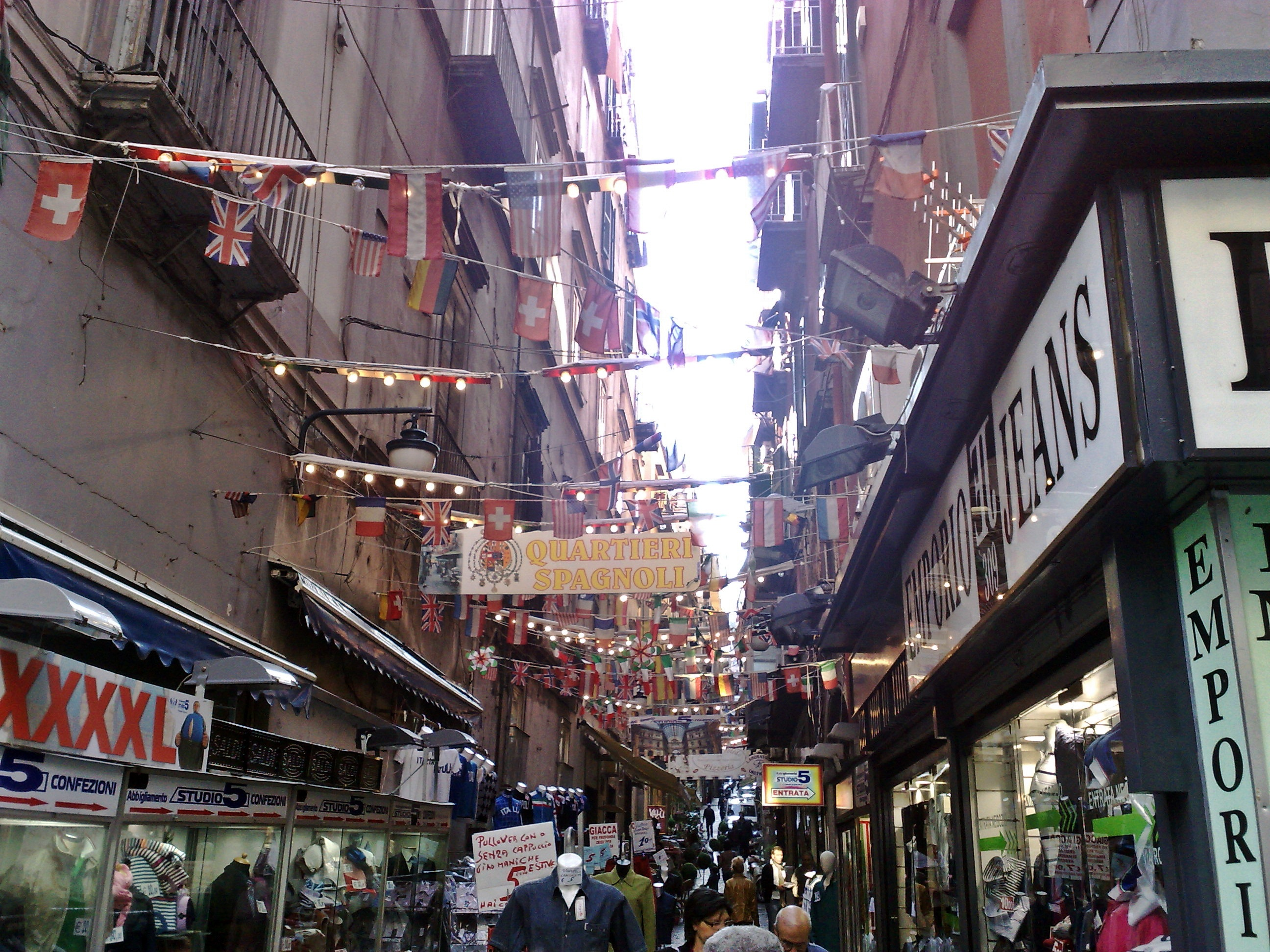
Entrée des Quartiers, via Toledo.

Les Quartiers espagnols (en italien, Quartieri Spagnoli) forment toute une partie du cœur historique de Naples, inscrite au patrimoine mondial de l'UNESCO. Ils sont constitués des quartiers de San Ferdinando, de l'Avvocata et de Montecalvario dans les premières hauteurs de la ville.

## Histoire

### Origines espagnoles
Ces quartiers sont construits au XVIe siècle  afin d'accueillir les garnisons espagnoles chargées à la fois de surveiller et de défendre la population napolitaine, le royaume de Naples appartenant alors à la Couronne d'Espagne. Elles servaient aussi en cas de conflit de base arrière aux troupes passant par Naples. 

### Du XVIe au XXe siècle: un quartier populaire riche en édifices historiques
Les Quartiers espagnols dès leur naissance ont été un lieu où criminalité et prostitution prospéraient. Malgré des mesures émanant du vice-roi, don Pedro de Toledo, et de lois pour tenter d'enrayer le phénomène, ces lieux populeux, où les plus défavorisés occupent des habitations misérables, les bassi, ont été synonymes de difficultés sociales pour la cité parthénopéenne.

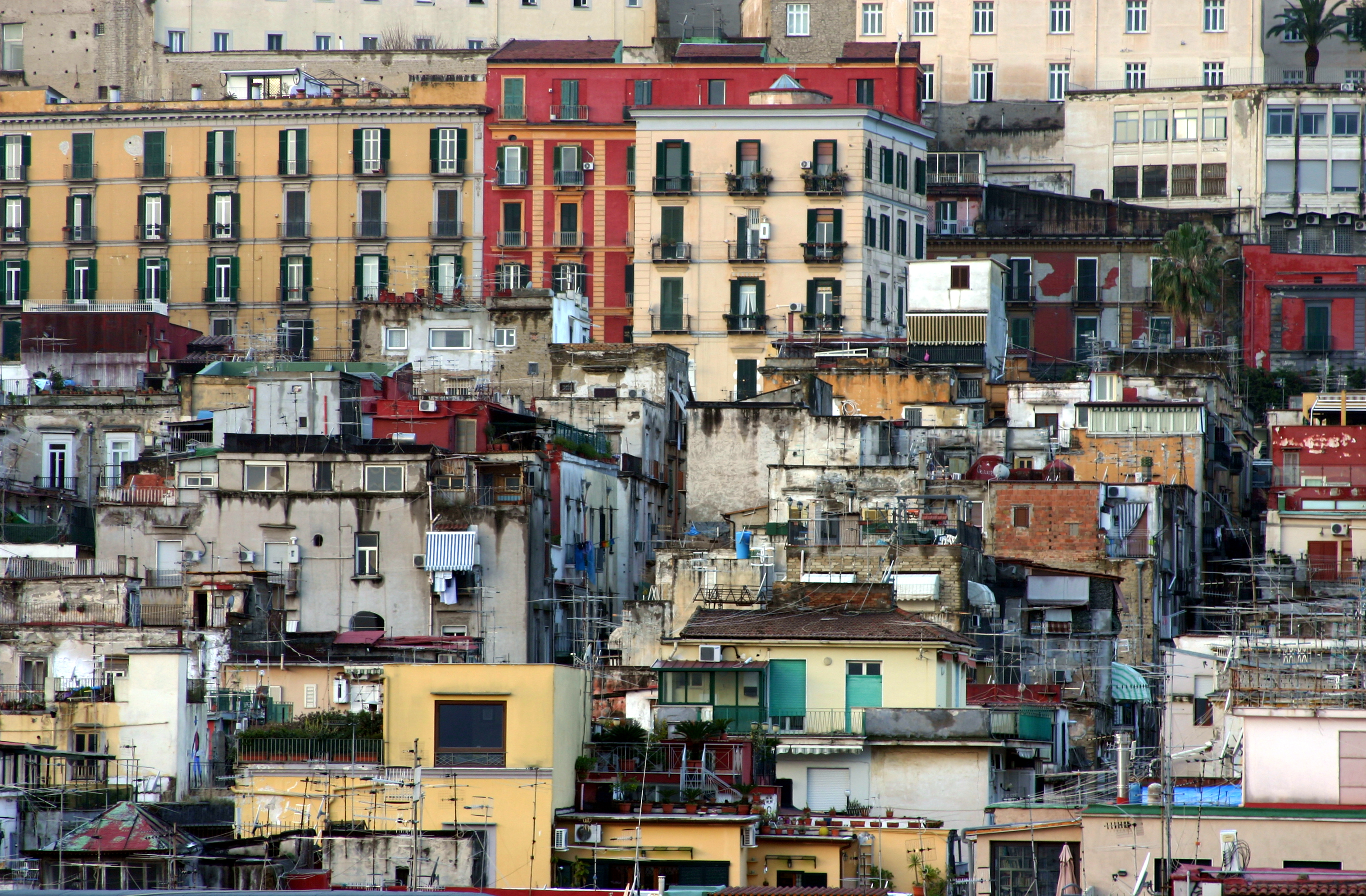
Les Quartieri Spagnoli.

Ces quartiers abritent de nombreux témoignages de l'architecture civile et religieuse et de l'art de la fin de la Renaissance et du baroque napolitain que l'on découvre à chaque coin de ruelle en montée et le long des fameux escaliers qui grimpent les pentes. Les boutiques d'artisanat sont encore nombreuses. Parmi les monuments que l'on peut distinguer, l'on peut citer :
- L'église de l'Immacolata Concezione e Purificazione di Maria de' nobili in Montecalvario
- L'église San Carlo alle Mortelle
- L'église San Mattia
- L'église Santa Maria della Concezione a Montecalvario
- L'église Santa Maria della Lettera
- L'église Santa Maria della Mercede a Montecalvario
- L'église Santa Maria Francesca delle Cinque Piaghe
- L'église Sant'Anna di Palazzo
- L'église Santa Maria del Rosario a Portamedina
- L'église Santa Maria della Concordia
- L'église Santa Maria delle Grazie a Toledo
- Le couvent Santa Maria dello Splendore
- L'église Santa Maria Ognibene
- L'église Santa Teresella degli Spagnoli
- L'église de la Santissima Trinità dei Pellegrini
- L'église de la Santissima Trinità degli Spagnoli
- Les Scavi di Sant'Anna di Palazzo
- La Villa Adriana[réf. souhaitée]

### XXIe siècle: un quartier en voie de gentrification
Il n'a connu vraiment qu'à la fin du XXe siècle une tentative de réhabilitation urbaine avec la restauration de quelques zones, ce qui entraîne un processus de gentrification.
La station de métro Toledo a ouvert en septembre 2012 sur la ligne numéro 1. Pendant les travaux de réalisation de la deuxième sortie de la station, piazza Montecalvario, on a retrouvé des vestiges d'habitats de l'âge du fer datant d'environ 1500 av. J.-C. Sur la piazzetta Santa Maria degli Angeli, on a retrouvé des vestiges de l'époque médiévale.
Aujourd'hui la population de ces quartiers compte environ 14 000 habitants pour 4 000 familles sur environ 800 000 m2. À cause de sa configuration en pente, les lieux peuvent être soumis à des glissements de terrain, comme au vico San Carlo pendant la nuit du 22 au 23 septembre 2009 à cause de fortes pluies. On a constaté une crevasse de vingt mètres de longueur et l'on a procédé à l'évacuation et à la fermeture d'édifices, comme celles de l'église San Carlo alle Mortelle.

## Illustrations

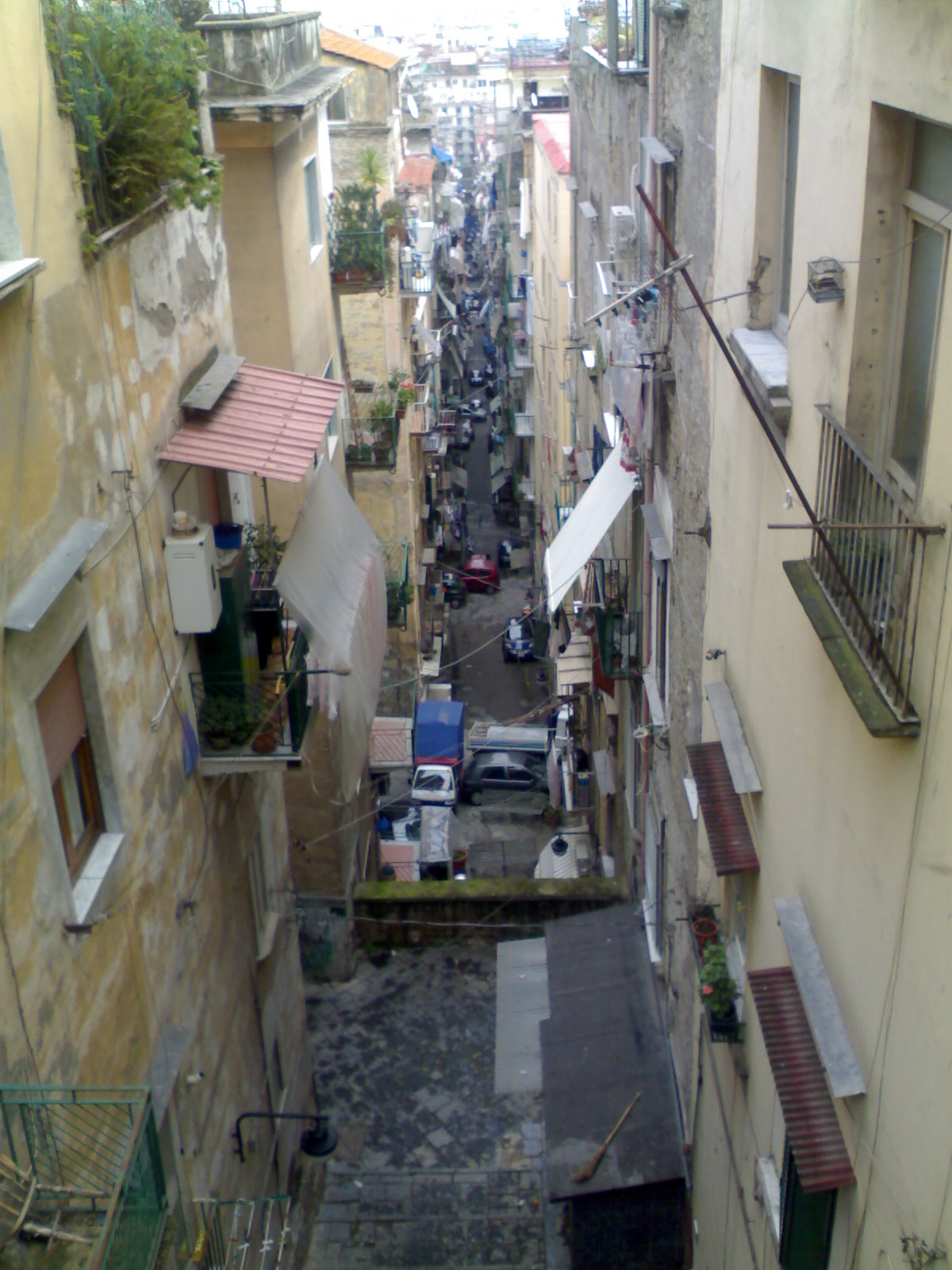
Les Quartiers espagnols vus du corso Vittorio Emanuele.
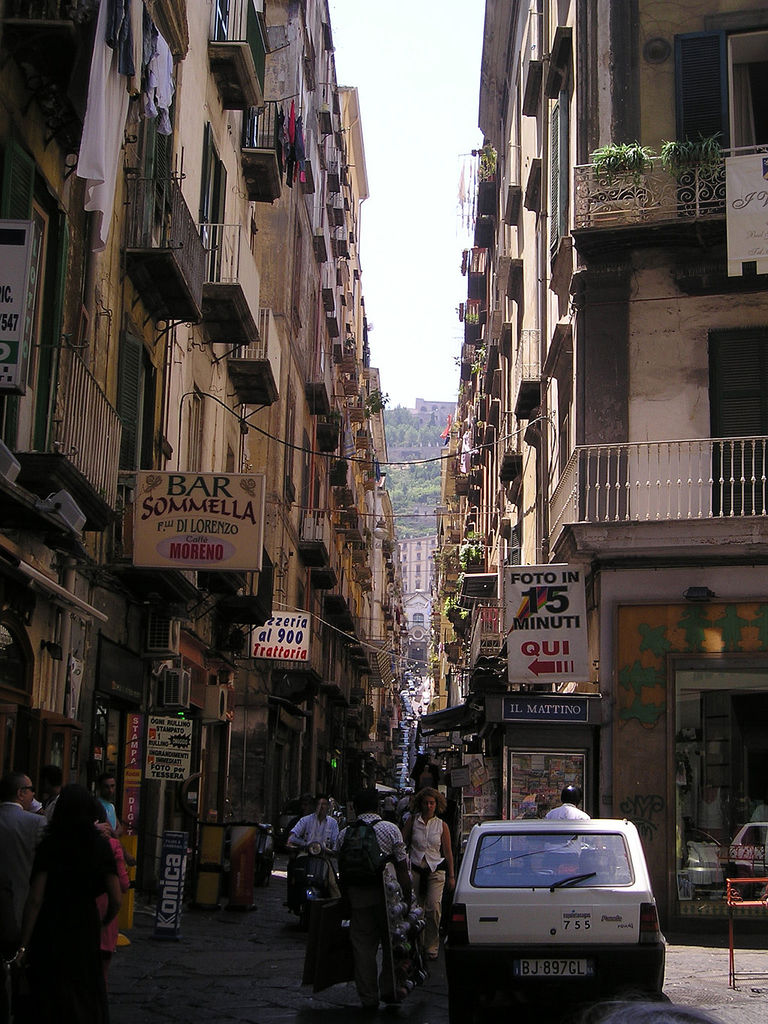
Via Pasquale Scura, rue des Quartieri Spagnoli où commence le Spaccanapoli.
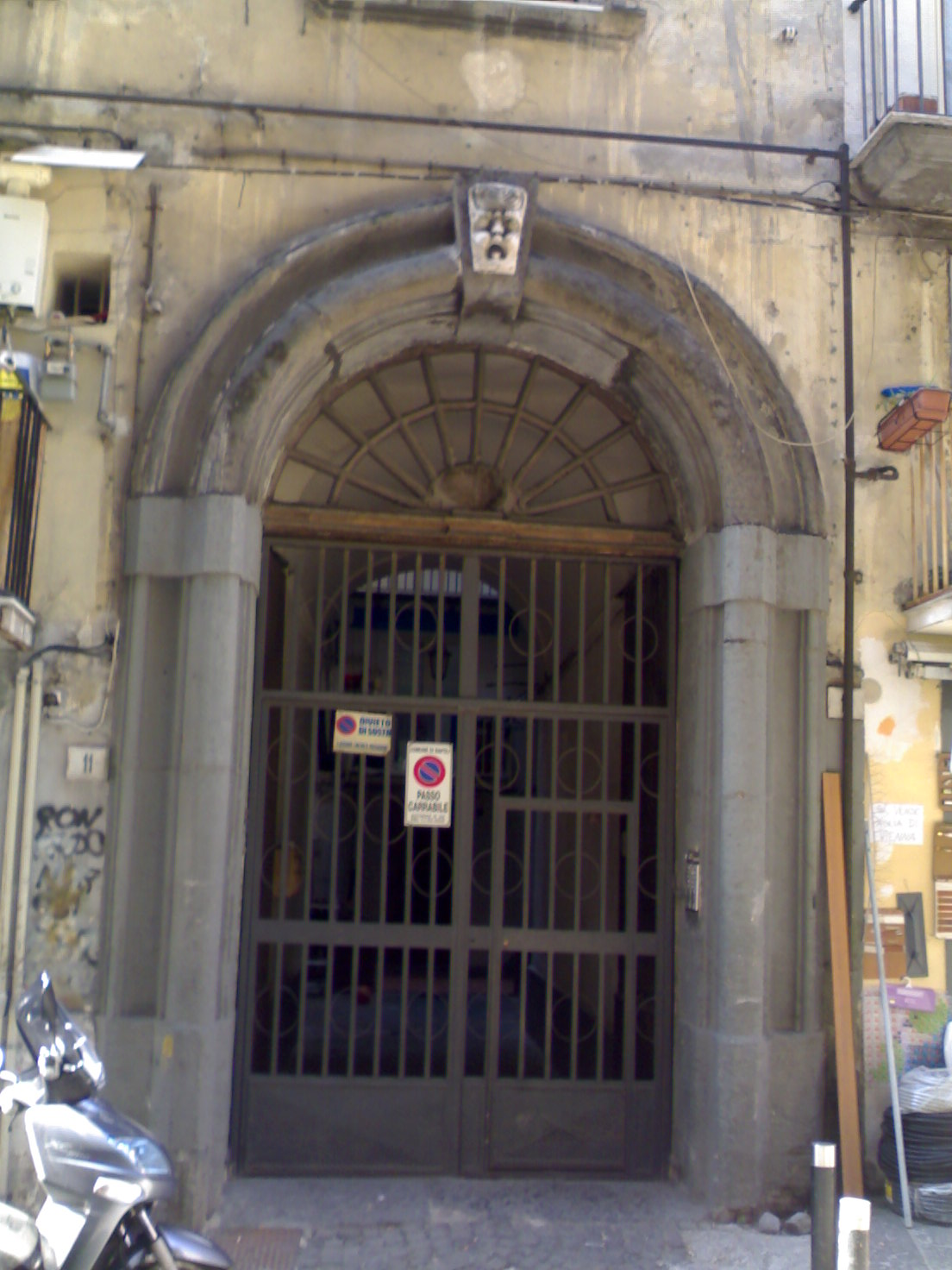
Immeuble typique des lieux.
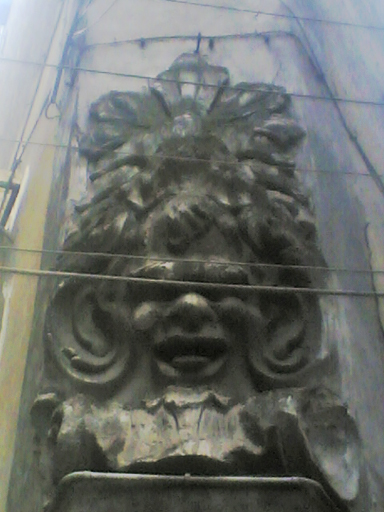
Détail d'une rue de ces quartiers, la via Santa Teresella degli Spagnoli.
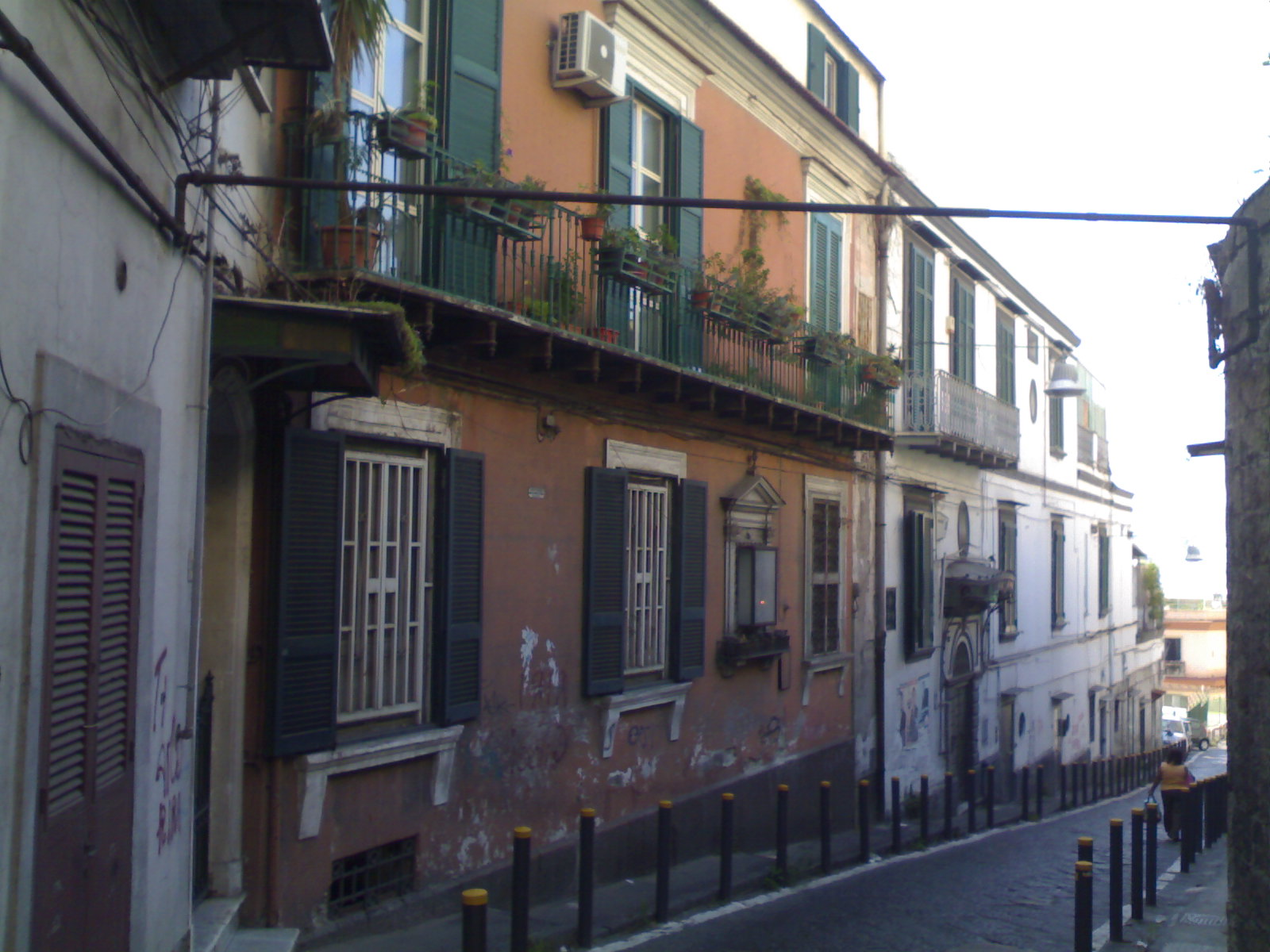
Immeuble de la fin du XIXe siècle.

## Source de la traduction
- (it) Cet article est partiellement ou en totalité issu de l’article de Wikipédia en italien intitulé « Quartieri Spagnoli » (voir la liste des auteurs).